# Tempête tropicale Bret (2005)
Pour les articles homonymes, voir Cyclone tropical Bret (homonymie).
La tempête tropicale Bret a été la deuxième de la saison cyclonique 2005 du bassin de l'océan Atlantique. Le nom Bret avait déjà été utilisé en 1981, 1987, 1993 et 1999.

## Chronologie
Du 24 au 27 juin 2005, une onde tropicale accompagnée d'une faible zone de basses pressions a traversé l'Amérique centrale et l'est du Mexique. Le 28 juin, vers 0:00 UTC, le système développa une perturbation tropicale dans la baie de Campêche. La convection s'organisa en bandes d'averses et d'orages. À 18:00 UTC, au sein du système perturbé, une circulation cyclonique fut observée, centrée à 93 km à l'est-sud-est de Veracruz (Mexique). C'est ainsi qu'apparut la deuxième dépression tropicale de la saison.
Le cyclone s'intensifia rapidement en tempête tropicale, que le National Hurricane Center nomma Bret. Il se déplaça vers l'ouest-nord-ouest, montrant les signes d'une forte intensification possible. Le 29 juin, vers 12:00 UTC, le centre de Bret toucha la côte mexicaine au sud-sud-est de Tuxpan, avec des vents de 65 km/h. Après être entré dans les terres et avoir déversé des pluies diluviennes dans l'État de Veracruz, Bret tourna vers le nord-nord-ouest et se dissipa au-dessus des montagnes de San Luis Potosí le 30 juin vers 0:00 UTC.

## Bilan

### Mexique
Des centaines de résidences ont été endommagées par les intempéries. Dans plusieurs villes de l'État de Veracruz, en particulier Naranjos et Chinampa, on a noté des inondations importantes.
Plusieurs personnes ont été rapportées disparues après que leurs véhicules eurent été emportés à Naranjos , mais elles ont survécu. Le seul décès associé à Bret est celui d'une personne qui s'est noyée à Cerro Azul.

## Particularités
À la création de Bret, c'était la première fois depuis la saison cyclonique de 1986 que se formaient deux cyclones durant le mois de juin.